# Monaxio
Flavius Monaxius (floruit 408-420) fue un político del Imperio Romano de Oriente, Praefectus urbi de Constantinopla, Cónsul y dos veces Prefecto del pretorio de Oriente.

## Biografía
Del 17 de enero de 408 al 26 de abril de 409 fue Praefectus urbi de Constantinopla. Hacia el final de su mandato, hubo escasez de alimentos en la ciudad a causa del retraso en el envío de granos desde Alejandría a la capital, y la población se rebeló, incendió el pretorio y arrastró el carruaje de Monaxio por las calles. Los suministros de granos dirigidos a otras ciudades se enviaron a Constantinopla, y el suministro general de granos para la capital se reorganizó. Monaxio también creó un fondo de emergencia, parcialmente formado por la contribución senatorial, para comprar granos en caso de escasez.
Fue nuevamente Prefecto del pretorio de Oriente entre el 10 de mayo y el 30 de noviembre de 414 y luego una segunda vez entre el 26 de agosto de 416 y el 27 de mayo de 420; durante su segundo mandato, dedicó una iglesia en Perinthus. Además, el 5 de octubre de 416, emitió un edicto que eliminó la autoridad de Cirilo de Alejandría sobre los parabolani. En 419 tuvo el consulado; después de este año, cuatro de sus siervos se convirtieron en monjes en el monasterio de San Hipacio en contra de su voluntad.